# Стюарт, Патрик
Сэр Па́трик Хьюз Стю́арт (англ. Patrick Hewes Stewart; род. 13 июля 1940 года) — английский актёр, режиссёр и продюсер, один из основных актёров королевской Шекспировской труппы, выступавший на сцене в течение 27 лет (с 1966 по 1993). Наиболее известен ролью капитана Жана-Люка Пикара в сериале «Звёздный путь: Следующее поколение» и по роли Чарльза Ксавьера в серии фильмов «Люди Икс». С 2005 года озвучивает заместителя директора ЦРУ Эйвери Баллока в мультсериале «Американский папаша».
Офицер ордена Британской империи (с 2001 года). Был посвящён в рыцари королевой Великобритании Елизаветой II в 2010 году.

## Ранние годы

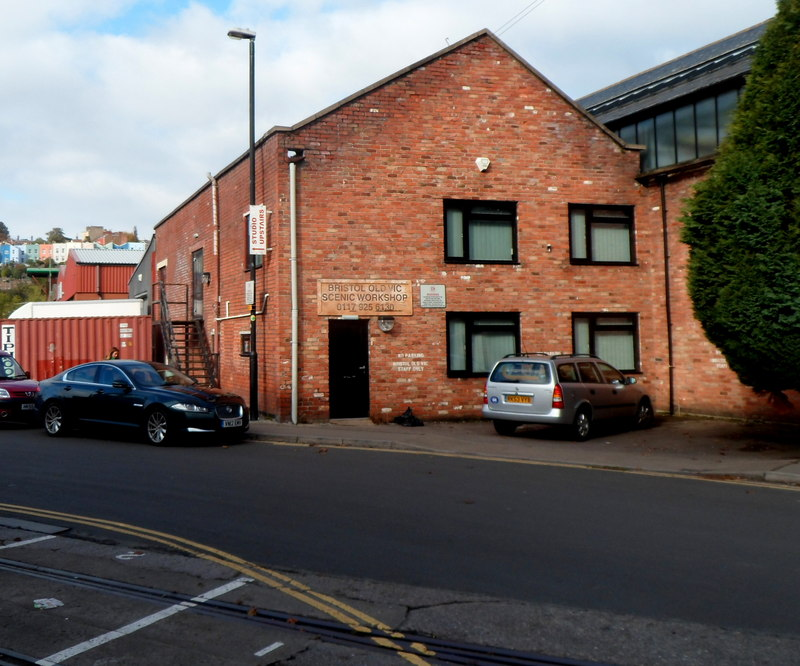
Школа Бристольского театра Олд Вик где Стюарт учился в молодости.

Патрик Стюарт родился 13 июля 1940 года в Мирфилде, в Западном Йоркшире, Англия, в семье работницы ткацкой и текстильной промышленности Глэдис (урождённая Бэрроуклоу) и полкового сержант-майора британской армии Альфреда Стюарта. У него есть два старших брата, Джеффри (род. 28 января 1925 года) и Тревор (род. 10 августа 1935 года). Его родители не дали ему второе имя, но какое-то время он профессионально использовал второе имя «Хьюз» в 1980-х годах.
Стюарт вырос в бедной семье, а также подвергался домашнему насилию со стороны своего отца, что позже повлияло на его политические и идеологические убеждения. Он провел большую часть своего детства в Джарроу. Отец Стюарта служил в собственной пехоте Королевского йоркширского полка лёгкой пехоты и был полковым сержантом 2-го батальона парашютного полка во время Второй мировой войны, ранее работал в качестве общего работника и почтальона. В результате своего военного опыта во время эвакуации из Дюнкерка его отец страдал от так называемой боевой усталости (теперь это называется посттравматическим стрессовым расстройством). В интервью 2008 года Стюарт сказал: «Мой отец был очень сильным человеком, очень влиятельным человеком, который получал то, что хотел. Говорили, когда он выходил на плац, птицы переставали петь. Прошло много, много лет, прежде чем я понял, как мой отец включился в мою работу. Я вырастил усы для пьесы „Макбет“. У моего отца их не было, но когда я посмотрел в зеркало перед тем, как выйти на сцену, я увидел в отражении лицо своего отца, глядящее на меня».
Стюарт посещал школу церкви Кроули. Свою актёрскую карьеру он считает заслугой своего учителя английского языка Сесила Дорманда, который «вложил в мою руку экземпляр Шекспира [и] сказал: „Теперь встань на ноги и выступи“». В 1951 году в возрасте 11 лет Стюарт поступил в Мирфилдскую Вторичную современную школу, где продолжил изучать драму. Примерно в то же время он встретил актёра Брайана Блессида на драматическом курсе в Майтолмройде, и с тех пор они стали друзьями.
В возрасте 15 лет Стюарт бросил школу и стал больше времени уделять местному театру. Он получил работу газетного репортёра и автора некрологов в Mirfield & District Reporter, но через год работодатель выдвинул ему ультиматум — выбрать актёрское мастерство или журналистику, — и он оставил работу. Его брат рассказывает историю о том, что Стюарт посещал репетиции во время работы, а затем придумывал истории, которые публиковал в газете. Также Стюарт тренировался как боксёр. По его словам, актёрское мастерство служило ему средством самовыражения в юности. И Стюарт, и его друг Блессид позже получили гранты на посещение Школы Бристольского театра Олд Вик.

## Личная жизнь
Стюарт и его первая жена Шейла Фальконер развелись в 1990 году после 24 лет брака. У них двое детей, сын Даниил и дочь София. Дэниел - актер театра и кино, и появился вместе со своим отцом в телефильме 1993 года «Поезд смерти», ситкоме «Прямой разговор» и в эпизоде «Звездный путь: Следующее поколение» 1992 года («Внутренний свет»), сыграв его сына.
В 1997 году Стюарт обручился с Венди Нойс, одним из продюсеров фильма «Звездный путь: Следующее поколение». Они поженились 25 августа 2000 г. и развелись через три года. За четыре месяца до развода с Нойсс Стюарт играл вместе с актрисой Лизой Диллон в постановке «Мастер-строитель», и до 2007 года у них были романтические отношения.
В 2008 году Стюарт начал встречаться с Санни Озелл, певицей и автором песен из Бруклина, Нью-Йорк, с которой Стюарт познакомился во время выступления в «Макбет» в Бруклинской музыкальной академии. Он купил дом в районе Парк-Слоуп в Бруклине в августе 2012 года и впоследствии начал жить там с Озелл. В марте 2013 г. сообщалось, что они помолвлены, а в сентябре 2013 г. поженились, церемонию провел друг Стюарта актёр Иэн Маккеллен. В 2020 году Стюарт сообщил, что его брак с Озелл в Неваде не имел юридической силы, поскольку брачные полномочия Маккеллена недействительны в Неваде. Впоследствии пара провела импровизированную официальную вторую церемонию с Маккелленом в мексиканском ресторане в Лос-Анджелесе вскоре после церемонии в Неваде.

### Убеждения и интересы
Стюарт заявил, что его политика основана на вере в «справедливость» и «равенство». Он считает себя социалистом и является членом Лейбористской партии. Он заявил: «Мой отец был очень сильным профсоюзным деятелем, и эти фундаментальные вопросы лейбористов были укоренены во мне». Планирует продлить срок содержания под стражей без предъявления обвинений до 42 дней для подозреваемых в терроризме. В марте 2008 г. он подписал открытое письмо с возражениями против этого предложения.
Стюарт — атеист, член Британской гуманистической ассоциации. Он также считает себя феминистом. Он публично защищал право на помощь в эвтаназии. В январе 2011 года он стал покровителем организации «Достоинство умирающих» и выступает за закон об оказании помощи при смерти в Великобритании.
В августе 2014 года Стюарт был одним из 200 общественных деятелей, подписавших письмо The Guardian, в котором выражалась надежда, что Шотландия проголосует за то, чтобы остаться в составе Соединённого Королевства на сентябрьском референдуме по этому вопросу. В 2016 году Стюарт вместе с Бенедиктом Камбербэтчем возглавил более 280 деятелей мира искусства, которые поддержали голосование за то, чтобы остаться в ЕС в связи с референдумом по этому вопросу.
Стюарт на протяжении всей жизни болеет за свой местный футбольный клуб Huddersfield Town AFC. Он был на стадионе «Уэмбли» в 2017 году, когда клуб впервые с 1972 года вышел в высший дивизион. С 2010 года он был президентом городской академии Хаддерсфилда, проекта клуба по выявлению и развитию молодых талантов.
В интервью American Theatre он сказал: «Время от времени у меня возникают фантазии о том, чтобы стать концертирующим пианистом. Мне посчастливилось на протяжении многих лет работать в тесном сотрудничестве с великим Эмануэлем Аксом. Я сказал ему, что если бы я мог поменяться местами с кем-либо, это было бы он».
Несмотря на свои философские взгляды, в 2015 году Стюарт защищал христианских пекарей из Белфаста, которые были наказаны за дискриминацию после того, как отказались испечь торт со словами «Поддержите однополые браки». Стюарт в своем профиле на Facebook сказал, что, хотя он по-прежнему выступает против организованной религии, «они возражали не потому, что это была гей-пара, и не потому, что они праздновали какой-то брак или соглашение между ними. Причиной были конкретные слова на торте, против которых они возражали. Они сочли эти слова оскорбительными. Я поддержал бы их право сказать: «Нет, это оскорбляет лично мои убеждения, я не буду этого делать». Христианские пекари в конечном итоге победили, добившись знакового решения Верховного суда для Соединённого Королевства, почти одновременно с аналогичным делом в Соединённых Штатах.
Стюарт - заядлый автолюбитель, и его регулярно можно увидеть в Сильверстоуне во время уик-эндов Гран-при Великобритании. Он провел интервью на подиуме с тремя лучшими финишерами Гран-при Канады 2017 года. Во время выступления в 2003 году на Top Gear он установил время круга 1 минуту 50 секунд в функции «Звезда в автомобиле по разумной цене». Он имеет лицензию на участие в соревнованиях Motorsport UK и участвовал в гонке Silverstone Classic Celebrity Challenge 2012 года, заняв девятое место, отстав от победителя Кельвина Флетчера на 3 минуты 02,808 секунды. В 2012 году Стюарт познакомился со своим кумиром, гонщиком Стирлингом Моссом для съемок документального фильма BBC Two «Легенды гонок».
Стюарт является поклонником телесериала «Бивис и Баттхед».

## Карьера
Помимо впечатляющей театральной карьеры, Патрик Стюарт снимается на телевидении (капитан Ахав в «Моби Дике», капитан Пикар в телесериале «Звёздный путь: Следующее поколение», 1987—1994) и в кино (профессор Чарльз Фрэнсис Ксавьер во франшизе «Люди Икс», Гурни Халлек в «Дюне»).

## Фильмография
| Год          |     | Русское название                           | Оригинальное название                       | Роль                                                                     |
| ------------ | --- | ------------------------------------------ | ------------------------------------------- | ------------------------------------------------------------------------ |
| 1964         | с   |                                            | Story Parade                                | имя персонажа неизвестно                                                 |
| 1967         | с   | Улица Коронации                            | Coronation Street                           | пожарный                                                                 |
| 1974         | тф  | Антоний и Клеопатра                        | Antony and Cleopatra                        | Гней Домиций Агенобарб                                                   |
| 1974         | мтф | Падение орлов                              | Fall of Eagles                              | Ленин                                                                    |
| 1974         | тф  |                                            | The Gathering Storm                         | Клемент Эттли                                                            |
| 1975         | ф   |                                            | Hedda                                       | Ejlert Løvborg                                                           |
| 1975         | ф   |                                            | Hennessy                                    | Tilney                                                                   |
| 1975         | с   | Север и Юг                                 | North and South                             | Джон Торнтон                                                             |
| 1976         | тф  |                                            | The Madness                                 | Largo Caballero                                                          |
| 1976         | с   | Я, Клавдий                                 | I, Claudius                                 | Сеян                                                                     |
| 1978         | с   | BBC2 Play of the Week                      | Янос                                        |                                                                          |
| 1979         | мтф | Шпион, выйди вон!                          | Tinker, Tailor, Soldier, Spy                | Карла                                                                    |
| 1980         | тф  | Гамлет, принц датский                      | Hamlet, Prince of Denmark                   | Клавдий                                                                  |
| 1980         | тф  |                                            | Little Lord Fauntleroy                      | Уилкинс                                                                  |
| 1981         | ф   | Экскалибур                                 | Excalibur                                   | Лодегранс                                                                |
| 1981—1983    | с   |                                            | Maybury                                     | Dr. Edward Roebuck                                                       |
| 1982         | мтф | Люди Смайли                                | Smiley’s People                             | Карла                                                                    |
| 1982         | мф  | Отчаянные псы                              | The Plague Dogs                             | Major                                                                    |
| 1984         | ф   |                                            | Uindii                                      | мистер Даффнер                                                           |
| 1984         | мф  | Навсикая из Долины ветров                  | Nausicaä of the Valley of the Wind          | учитель Юпа                                                              |
| 1984         | тф  | Папа Иоанн Павел II: Фильм                 | Pope John Paul II: The Movie                | Владислав Гомулка                                                        |
| 1984         | ф   | Дюна                                       | Dune                                        | Гурни Халлек                                                             |
| 1985         | ф   | Жизненная сила                             | Lifeforce                                   | доктор Армстронг                                                         |
| 1985         | ф   | Дикие гуси 2                               | Wild geese II                               | русский генерал                                                          |
| 1985         | ф   |                                            | Code Name: Emerald                          | полковник Петерс                                                         |
| 1985         | ф   |                                            | The Doctor and the Devils                   | профессор Маклин                                                         |
| 1986         | ф   | Леди Джейн                                 | Lady Jane                                   | Генри Грей, 1-й герцог Саффолк                                           |
| 1987         | с   |                                            | Theatre Night                               | преподобный Андерсон                                                     |
| 1987—1994    | с   | Звёздный путь: Следующее поколение         | Star Trek: The Next Generation              | капитан Жан-Люк Пикар                                                    |
| 1990         | в   |                                            | Liftoff! An Astronaut's Journey             | рассказчик                                                               |
| 1991         | ф   | Лос-анджелесская история                   | L.A. Story                                  | Mr. Perdue, Maitre D' at L’Idiot                                         |
| 1993         | мф  | Кошмар перед Рождеством                    | The Nightmare Before Christmas              | рассказчик в прологе и эпилоге                                           |
| 1993         | тф  | Поезд смерти                               | Death Train                                 | Malcolm Philpott                                                         |
| 1993         | ф   | Робин Гуд: Мужчины в трико                 | Robin Hood: Men In Tights                   | Ричард Львиное сердце                                                    |
| 1993         | с   | Звёздный путь: Глубокий космос 9           | Star Trek: Deep Space Nine                  | капитан Жан-Люк Пикар                                                    |
| 1994         | ф   | Стрелок                                    | Gunmen                                      | Лумис                                                                    |
| 1994         | ф   | Звёздный путь: Поколения                   | Star Trek: Generations                      | капитан Жан-Люк Пикар                                                    |
| 1994         | ф   | Повелитель страниц                         | The Pagemaster                              | Приключение                                                              |
| 1994         | ки  | Земли знаний: Царство хаоса                | Lands of Lore: The Throne of Chaos          | король Ричард                                                            |
| 1994         | тф  | В поисках доктора Зевса                    | In Search of Dr. Seuss                      | сержант Малвэни                                                          |
| 1995         | ф   | Джеффри                                    | Jeffrey                                     | Стерлинг                                                                 |
| 1995         | ф   | Пусть это буду я                           | Let It Be Me                                | Джон                                                                     |
| 1995         | мс  | Симпсоны                                   | The Simpsons                                | Номер Первый                                                             |
| 1995         | мтф | 500 наций                                  | 500 Nations                                 | один из рассказчиков                                                     |
| 1996         | тф  | Кентервильское привидение                  | The Canterville Ghost                       | Сэр Симон де Кентервиль                                                  |
| 1996         | ф   | Звёздный путь: Первый контакт              | Star Trek: First Contact                    | капитан Жан-Люк Пикар                                                    |
| 1997         | ф   | Теория заговора                            | Conspiracy theory                           | доктор Джонас                                                            |
| 1997         | ф   | Заговорщики                                | Masterminds                                 | Rafe Bentley                                                             |
| 1998         | тф  | Моби Дик                                   | Moby Dick                                   | капитан Ахав                                                             |
| 1998         | ф   | Папочка-дикарь                             | Dad Savage                                  | Папочка Сэвидж                                                           |
| 1998         | ф   | Бастион                                    | Safe House                                  | Mace Sowell                                                              |
| 1998         | ф   | Звёздный путь: Восстание                   | Star trek: Insurrection                     | капитан Жан-Люк Пикар                                                    |
| 1998         | мф  | Принц Египта                               | The Prince of Egypt                         | фараон Сети I                                                            |
| 1999         | тф  | Скотный двор                               | Animal farm                                 | Наполеон                                                                 |
| 1999         | тф  | Рождественская песнь                       | A Christmas Carol                           | Скрудж                                                                   |
| 2000         | ф   | Люди Икс                                   | X-Men                                       | профессор Чарльз Ксавьер                                                 |
| 2001         | мф  | Джимми Нейтрон, вундеркинд                 | Jimmy Neutron: Boy Genius                   | король Губот                                                             |
| 2002         | тф  | Король Техаса                              | King of Texas                               | Джон Лир                                                                 |
| 2002         | ф   | Звёздный путь: Возмездие                   | Star trek: Nemesis                          | капитан Жан-Люк Пикар                                                    |
| 2003         | ки  | X2: Wolverine's Revenge                    | X2: Wolverine's Revenge                     | профессор Чарльз Ксавьер                                                 |
| 2003         | ф   | Люди Икс 2                                 | X2: X-Men United                            | профессор Чарльз Ксавьер                                                 |
| 2003         | тф  | Лев зимой                                  | The Lion In Winter                          | Генрих II                                                                |
| 2003         | с   | Фрейзер                                    | Frasier                                     | Алистер Бёрк                                                             |
| 2003         | ки  | Star Trek: Elite Force II                  | Star Trek: Elite Force II                   | капитан Жан-Люк Пикар                                                    |
| 2004         | мф  | Возвращение в Гайю                         | Boo, Zino & the Snurks                      | Альберт Дролинджер                                                       |
| 2004         | мф  | Стимбой                                    | スチームボーイ                              | доктор Ллойд Стим                                                        |
| 2005         | ф   | Игра их жизней                             | The Game of Their Lives                     | Дент МакСкимминг в старости                                              |
| 2005         | тф  | Таинственный остров                        | Mysterious Island                           | капитан Немо                                                             |
| 2005         | мф  | Цыплёнок Цыпа                              | Chicken Little                              | мистер Шерстиклок                                                        |
| 2005         | тф  | Снежная Королева                           | The Snow Queen                              | ворон                                                                    |
| 2005         | с   | Массовка                                   | Extras                                      | Патрик Стюарт                                                            |
| 2005 — н. в. | мс  | Американский папаша!                       | American Dad!                               | заместитель директора ЦРУ Эйвери Баллок                                  |
| 2005         | с   | Одиннадцатый час                           | Eleventh Hour                               | профессор Ян Гуд                                                         |
| 2006         | мф  | Бэмби 2                                    | Bambi II                                    | великий князь                                                            |
| 2006         | ки  | The Elder Scrolls IV: Oblivion             | The Elder Scrolls IV: Oblivion              | Уриэль Септим VII                                                        |
| 2006         | ф   | Люди Икс: Последняя битва                  | X-Men: The Last Stand                       | профессор Чарльз Ксавьер                                                 |
| 2006         | ки  | Звёздный путь: Наследие                    | Star Trek: Legacy                           | капитан Жан-Люк Пикар                                                    |
| 2007         | мф  | Черепашки-ниндзя                           | TMNT                                        | Макс Винтерс/Юа́тль                                                       |
| 2007         | ф   | Земля (фильм)                              | Earth                                       | рассказчик                                                               |
| 2009         | ф   | Люди Икс: Начало. Росомаха                 | X-Men: Origins Wolverine                    | профессор Чарльз Ксавьер                                                 |
| 2009         | тф  | Гамлет                                     | Hamlet                                      | Король Клавдий/Призрак                                                   |
| 2010         | ки  | Castlevania: Lords of Shadow               | Castlevania: Lords of Shadow                | Зобек/рассказчик                                                         |
| 2010         | тф  | Макбет                                     | Macbeth                                     | Макбет                                                                   |
| 2010—2011    | мс  | Гриффины                                   | Family Guy                                  | капитан Жан-Люк Пикар, Патрик Стюарт, Эйвери Баллок, говорящий кот и др. |
| 2011         | мф  | Гномео и Джульетта                         | Gnomeo & Juliet                             | Билл Шекспир                                                             |
| 2011         | док | Капитаны                                   | The Captains                                | Патрик Стюарт/капитан Жан-Люк Пикар                                      |
| 2012         | мф  | Ледниковый период 4: Континентальный дрейф | Ice Age: Continental Drift                  | Арискра́т                                                                 |
| 2012         | мс  | Футурама                                   | Futurama                                    | распорядитель охоты                                                      |
| 2012         | мс  | Робоцып                                    | Robot Chicken                               | Гурни Халлек, Гарольд, Джерри Чужой                                      |
| 2012         | ф   | Ричард II                                  | Richard II                                  | Джон Гонт                                                                |
| 2012         | ф   | Третий лишний                              | Ted                                         | рассказчик                                                               |
| 2012         | док |                                            | Racing Legends: Stirling Moss               | ведущий                                                                  |
| 2013         | ф   | Росомаха: Бессмертный                      | The Wolverine                               | профессор Чарльз Ксавьер                                                 |
| 2013         | с   | The Daily Show                             | The Daily Show                              | Патрик Стюарт                                                            |
| 2013         | ф   |                                            | Hunting Elephants                           | лорд Майкл Симпсон                                                       |
| 2013         | мс  | Симпсоны                                   | The Simpsons                                | безымянный рабочий                                                       |
| 2014         | ф   | Синдбад: Пятое путешествие                 | Sinbad: The Fifth Voyage                    | рассказчик                                                               |
| 2014         | мф  | Дороти из страны Оз                        | Legends of Oz: Dorothy's Return             | Буксир Тагг                                                              |
| 2014         | ф   | Люди Икс: Дни минувшего будущего           | X-Men: Days of Future Past                  | профессор Чарльз Ксавьер                                                 |
| 2014         | ки  | Castlevania: Lords of Shadow 2             | Castlevania: Lords of Shadow 2              | Зобек                                                                    |
| 2014         | док | Космос: Пространство и время               | Cosmos: A Spacetime Odyssey                 | Уильям Гершель                                                           |
| 2014         | ф   | Миллион способов потерять голову           | A Million Ways to Die in the West           | овца                                                                     |
| 2015         | ф   | Третий лишний 2                            | Ted 2                                       | рассказчик                                                               |
| 2015         | ф   | Зелёная комната                            | Green Room                                  | Дарси                                                                    |
| 2015—2016    | с   | Блант говорит                              | Blunt Talk                                  | Уолтер Блант                                                             |
| 2017         | ф   | Логан                                      | Logan                                       | профессор Чарльз Ксавьер                                                 |
| 2017         | ф   | Сердце дракона 4                           | Dragonheart: Battle for the Heartfire       |                                                                          |
| 2017         | мф  | Эмоджи фильм                               | The Emoji Movie                             | Какаш                                                                    |
| 2019         | ф   | Рождённый стать королем                    | The Kid Who Would Be King                   | Мерлин                                                                   |
| 2019         | ф   | Ангелы Чарли                               | Charlie's Angels                            | Джон Босли / John Bosley                                                 |
| 2020—2023    | с   | Звёздный путь: Пикар                       | Star Trek: Picard                           | адмирал Жан-Люк Пикар                                                    |
| 2020         | мф  | Повелитель драконов                        | Dragon Rider                                | Nettlebrand                                                              |
| 2022         | ф   | Доктор Стрэндж: В мультивселенной безумия  | Doctor Strange in the Multiverse of Madness | профессор Чарльз Ксавьер                                                 |
| 2026         | ф   | Мстители: Судный день                      | Avengers: Doomsday                          | профессор Чарльз Ксавьер                                                 |